# Manuel Machuca
Manuel Hernán Machuca Berríos (Santiago de Chile, 1924. június 6. – 1985) chilei labdarúgóhátvéd.